# Karl Unterkircher
Karl Unterkircher (Sëlva, 27 de agosto de 1970 – 15 de julio de 2008) fue un alpinista italiano conocido por abrir nuevas rutas alpinas.

## Biografía
Unterkircher fue el primer alpinista en 2004 en ascender dos nuevas rutas de los dos techos del mundo (Mount Everest y K2) sin oxígeno en 63 días de diferencia, realizó la segunda ascensión del Monte Genyen, China, y la primera ascensión a la cara norte del Gasherbrum II (con Daniele Bernasconi y Michele Compagnoni). También coronó el Jasemba, Nepal, (junto a Hans Kammerlander). Recibió diferentes premios incluyendo el de Caballero de la Orden al Méerito de la República Italiana.
El 15 de julio de 2008 cayó en una grieta mientras descendía de la cumbre del Nanga Parbat y se le dio por muerto.

## Premio Karl Unterkircher
Este premio fue otorgado por primera vez en julio de 2010 en Selva al escalador suizo Ueli Steck. 
La segunda edición tuvo lugar el 6 de julio de 2012. Las ganadoras de este premio fueron Marina Kopteva, Galina Chibitok y Anna Yasinskaya (Ucrania) por su nueva inauguración de la ruta del muro noroeste Gran Torre Trango (Pakistán). El premio de la 3ª edición fue entregado el 23 de julio de 2014 a los hermanos Auer y Matthias Hansjörg y a su amigo escalador Simon Anthamatten por la primera ascensión de la cara este del Kunyuang Chhish (Karakorum / Pakistán) el 18 de julio. 2013.